# Oreogrammitis cervicornis
Oreogrammitis cervicornis är en stensöteväxtart som först beskrevs av Cornelis Rugier Willem Karel van Alderwerelt van Rosenburgh, och fick sitt nu gällande namn av Barbara S. Parris. Oreogrammitis cervicornis ingår i släktet Oreogrammitis och familjen Polypodiaceae. Inga underarter finns listade.